# Port lotniczy Olanchito
Port lotniczy Olanchito (hiszp. Aeropuerto de Olanchito; IATA: OAN, ICAO: MHOA) – port lotniczy zlokalizowany w honduraskim mieście Olanchito.